# Edith Wharton
Edith Wharton, de soltera Edith Newbold Jones (Nueva York, 24 de enero de 1862 - Saint-Brice-sous-Forêt, Francia, 11 de agosto de 1937), fue una escritora y diseñadora estadounidense.

## Biografía

### Primeros años
Nació en una familia rica que le proporcionó una sólida educación privada. Combinó su privilegiada posición con un natural ingenio para escribir novelas y relatos, que destacaron por su humor, carácter incisivo y escasez de acción narrativa. Asimismo, trabajó en diversas publicaciones. 
Edith Wharton nació como Edith Newbold Jones el 24 de enero de 1862, hija de George Frederic Jones y Lucretia Stevens Rhinelander, en su casa de piedra rojiza del número 14 de la calle Veintitrés Oeste de Nueva York. Sus amigos y familiares la conocían como "Pussy Jones". Tenía dos hermanos mayores, Frederic Rhinelander y Henry Edward. Frederic se casó con Mary Cadwalader Rawle; su hija fue la arquitecta paisajista Beatrix Farrand. Edith fue bautizada el 20 de abril de 1862, Domingo de Pascua, en la iglesia Grace.
La familia paterna de Wharton, los Jones, era una familia muy rica y prominente socialmente, que había hecho su dinero en el sector inmobiliario. Se dice que el dicho en inglés "keeping up with the Joneses (mantenerse a la altura de los Jones)" se refería a la familia de su padre. Estaba emparentada con los Rensselaer, la más prestigiosa de las antiguas familias de mecenas, que habían recibido concesiones de tierras del antiguo gobierno holandés de Nueva York y Nueva Jersey. La prima hermana de su padre era Caroline Schermerhorn Astor. El fuerte Stevens de Nueva York debe su nombre al bisabuelo materno de Wharton, Ebenezer Stevens, héroe y general de la Guerra de la Independencia.
El 29 de abril de 1885, a la edad de 23 años, Edith se casó con Edward (Teddy) Robbins Wharton, doce años mayor que ella. Se divorciaron en 1913 por las repetidas y públicas infidelidades de su marido, que la afectaron mental y físicamente. Durante algunos años, al final de su tumultuoso e infeliz matrimonio, mantuvo un idilio con William Morton Fullerton (1865–1952), periodista estadounidense que trabajaba en el diario The Times. Fullerton era bisexual y alternaba su relación con la escritora con un romance con Lord Ronald Coger.

### Éxitos de crítica y Primera Guerra Mundial
Desde fines del siglo XIX, Wharton produjo un gran número de novelas, libros de viajes, relatos (entre los que destacan algunos cuentos de fantasmas memorables) y poemas. En 1902 publicó una novela histórica titulada El valle de la decisión (The Valley of Decision). La crítica considera como su primera gran novela La casa de la alegría (The House of Mirth, 1905), una historia que ironiza sobre la aristocracia financiera neoyorquina de la que ella misma era un miembro destacado.
Edith Wharton era una gran admiradora de la cultura y arquitectura europea, lo que le hizo cruzar el Atlántico un total de 66 veces antes de morir.
En 1907 se estableció definitivamente en Francia, donde fue discípula y amiga de Henry James. Primero se instaló en París y a partir de 1919 en sus dos casas de campo, Pavilion Colombe en la cercana Saint-Brice-sous-Forêt y en el antiguo convento de Sainte-Claire le Château en Hyères al sudeste de Francia.
De esta época destaca su novela corta Ethan Frome, una trágica historia de amor entre personas corrientes ambientada en Nueva Inglaterra, que se publicó en 1911. En opinión de muchos críticos, este libro alcanza, por su sencillez, una universalidad que no tienen sus novelas de sociedad. 
Ella vivía en la muy de moda Rue de Varenne en París cuando comenzó la Primera Guerra Mundial y usando sus altas conexiones con el Gobierno francés, consiguió permisos para viajar en motocicleta por las líneas del frente. Wharton describe esa experiencia en una serie de artículos que posteriormente se recopilarían en el ensayo Fighting France: From Dunkerque to Belfort (1915). 
Durante la guerra también, trabajó para la Cruz Roja con los refugiados, por lo que el gobierno francés le otorgó la cruz de la Legión de Honor. Su labor social fue muy extensa, Wharton dirigió salas de trabajo para mujeres desempleadas, celebró conciertos para dar trabajo a músicos, apoyó hospitales para tuberculosos, y fundó los American Hostels para ayudar a los refugiados belgas. En 1916, editó un volumen titulado El libro de los sin techo (The Book of the Homeless) reuniendo escritos, ilustraciones y partituras de los más grandes nombres del mundo de la creación artística del momento. Al acabar la guerra, volvió a Estados Unidos, país que no volvería a pisar.
Aunque no formaban parte del refinado mundo de la autora, Edith Wharton quedó fascinada y luchó por el reconocimiento de la comunidad artística de Montmartre y Montparnasse.
Fue miembro de la Academia Americana de las Artes y las Letras (1926) y del Instituto Nacional de las Artes y las Letras. El gobierno de Estados Unidos le concedió la medalla de oro de este último Instituto Nacional en 1924, y fue la primera mujer en alcanzar tal distinción.

### Últimos años

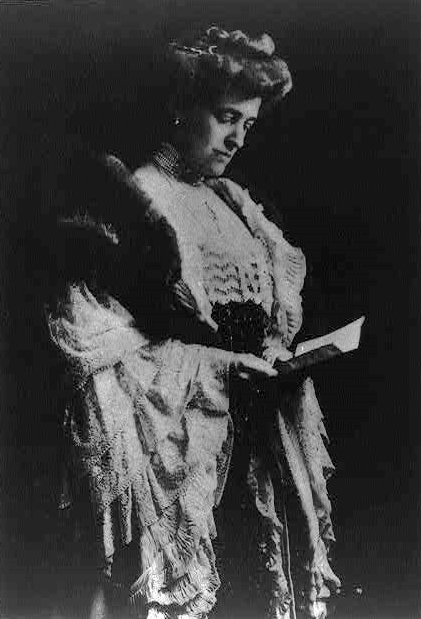
Edith Wharton

Su obra más conocida es La edad de la inocencia (The Age of Innocence) de 1920, que ganó el premio Pulitzer en 1921. Como en esos años Edith Wharton hablaba fluidamente francés, muchos de sus libros fueron publicados tanto en inglés como en francés. En 1923, fue la primera mujer nombrada doctor honoris causa por la Universidad de Yale.
Fue amiga y confidente de muchos intelectuales de su tiempo. Henry James, Francis Scott Fitzgerald, Jean Cocteau y Ernest Hemingway fueron invitados suyos en alguna que otra ocasión. También fue una buena amiga del presidente reformador Theodore Roosevelt.
Edith Wharton fue ampliamente respetada, además, como paisajista y asesora de estilo en su tiempo y escribió algunos libros decisivos al respecto, como La decoración de casa (The Decoration of Houses) y Villas italianas (Italian Villas). The Mount, su finca en Lennox, Massachusetts, fue diseñada por la escritora y ejemplifica sus diseños.
Continuó escribiendo hasta su fallecimiento el 11 de agosto de 1937 en Saint-Brice-sous-Forêt, en la región de Île-de-France, cerca de París. Está enterrada en el cementerio de Gonards en Versalles.
Su última novela, Las bucaneras (The Buccaneers) quedó inconclusa en el momento de su muerte. Marion Mainwaring terminó la historia después de un minucioso estudio de las notas y la sinopsis que Wharton dejó escritas. La novela fue publicada en 1938 en su versión incompleta y en 1993 en la definitiva.

## Estilo literario
Una de las características de muchas de sus novelas es el frecuente uso de la ironía. Habiéndose criado en la clase alta de la sociedad anterior a la Primera Guerra Mundial, Wharton se convirtió en uno de sus críticos más perspicaces. Mostró en algunas de sus obras como La casa de la alegría o La edad de la inocencia la estrechez de miras y la ignorancia de la alta sociedad a través de un hábil uso de la ironía.
Solía usar Wharton el vocabulario y dicción propios de esta clase social neoyorquina en sus prácticas rituales y costumbres como recurso para mostrar lo particular de su existencia. Precisamente el conocimiento personal que tenía de ese grupo social hizo que sus escritos de ficción fueran verídicos, casi ensayos sobre los usos y convencionalismos de una parte de la sociedad que permanecía oculta para el gran público. Eso sí, sus escritos gozan de gran hondura psicológica en el retrato de sus personajes, en especial en situaciones en los que la buena compostura indicaba que debían quedar silenciados y que gracias a la destreza literaria de Wharton, abren sus mentes a los lectores.

## Obras

### Novelas
- 1900 - La piedra de toque (The Touchstone)
- 1902 - El valle de la decisión (The Valley of Decision)
- 1903 - Santuario (Sanctuary)
- 1905 - La casa de la alegría (The House of Mirth)
- 1907 - El fruto del árbol (The Fruit of the Tree)
- 1907 - Madame de Treymes
- 1911 - Ethan Frome
- 1912 - El arrecife (The Reef)
- 1913 - Las costumbres del país o Las costumbres nacionales (The Custom of the Country)
- 1916 - Las hermanas Bunner (Bunner Sisters)
- 1917 - Estío (Summer)
- 1918 - El marne (The Marne)
- 1920 - La edad de la inocencia (The Age of Innocence)
- 1922 - Los reflejos de la luna (The Glimpses of The Moon)
- 1923 - Un hijo en el frente (A Son At The Front)
- 1925 - La renuncia (The Mother's Recompense)
- 1927 - Sueño crepuscular (Twilight Sleep)
- 1928 - Los niños (The Children)
- 1929 - Hudson River Bracketed
- 1932 - The Gods Arrive
- 1938 - Atado y suelto (Fast and Loose). Obra póstuma.
- 1938 - Las bucaneras (The Buccaneers). Obra póstuma e inconclusa. Una versión terminada por Marion Mainwaring apareció en 1993.

### Colecciones de relatos y novelas cortas
- 1899 - La inclinación más fuerte (The Greater Inclination)
- 1901 - Crucial Instances
- 1904 - The Descent of Man and Other Stories
- 1908 - The Hermit and the Wild Woman and Other Stories
- 1910 -Tales of Men and Ghosts
- 1916 - Xingu and Other Stories
- 1926 - Here and Beyond, 1926
- 1924 - Viejo Nueva York (Old New York). Las cuatro novelas incluidas en Old New York son: False Dawn (Partes una y dos) (The Forties), The Old Maid (Partes una y dos) (The Fifties), The Spark (The Sixties) y New Year's Day (The Seventies).
- 1930 - Certain People
- 1933 - Human Nature
- 1936 - The World Over
- 1937 - Ghosts

### Poesía
- 1878 - Verses
- 1909 - Artemis to Actaeon
- 1926 - Twelve Poems
- 2022 - Poemas de la inocencia (Antología de los poemarios de Edith Wharton publicada en edición bilingüe por la Editorial Verbum)

### Autobiografía
- 1934 - Una mirada atrás (A Backward Glance)

## Reconocimientos
Wharton fue incluida en el National Women’s Hall of Fame en 1996.